# Il Paradiso
Il Paradiso (Paradiž ali Raj) je ogromna (22,6 x 9,1 m) oljna slika na platnu, ki dominira v dvorani velikega sveta (Sala del Maggior Consiglio) v Doževi palači v Benetkah.
John Ruskin je dejal: »Brez oklevanja trdim, da je ta slika daleč najdragocenejše umetniško delo kakršne koli vrste, ki zdaj obstaja na svetu.«

## Zgodovina
Leta 1577 je požar uničil del Doževe palače, vključno z Guarientovo fresko iz 14. stoletja, ki je prikazovala Kronanje Device Marije. Izvedeno je bilo tekmovanje za zamenjavo poškodovane slike. Tekmovalci so oddali zelo raznolike skice. Izbran je bil Paolo Veronese, ki pa je umrl, preden se je delo začelo in ga je zamenjal Tintoretto. Tintoretto je predstavil dve skici, obe različni od končne različice; to je bilo njegovo zadnje večje delo, dokončala pa ga je večinoma njegova delavnica pod vodstvom njegovega sina Domenica. To velikansko platno - ena največjih slik na svetu, dolga skoraj 22,6 m - je bila naslikana po delih v veliki glavni dvorani Scuola della Misericordia.

## Opis
Tintoretto je blažene in različne verske osebe vključeval med oblake, angele in kerubine. Glavni motiv je kronanje Device v zgornjem središču, medtem ko je golob Svetega Duha os te zapletene kompozicije. Osrednja skupina, v kateri se Kristus nagne naprej in iztegne roko, da krona svojo mamo, se pojavi med številnimi glavami in figurami ob močno rumenem oblaku slave. Preostale figure na platnu so razporejene v nežno ukrivljene črte, plavajoče med oblaki in zvezdami.
Božanska svetloba ne izvira iz goloba Svetega Duha, temveč iz lika Kristusa Sodnika, ki prikazuje zemeljsko kroglo, ki jo obdaja križ; na njegovi desni stoji nadangel Mihael, ki drži tehtnico pravičnosti. Spoštuje se vrstni red nebeške hierarhije: evangelisti se pojavijo v polkrogu neposredno pod glavnim prizorom, svetniki pa so poravnani v enakem vrstnem redu, kot so prikazani v cerkvenih litanijah.
Med zgodovinske reference spada upodobitev Justine Padovanske, zavetnice Padove (katere dan praznovanja je 7. oktober, datum bitke pri Lepantu).
Iz središča odra se odpira pot svetlobe proti Empirijskim nebesom, ki omogoča, da se duše Pravičnih dvignejo (s pomočjo angelov), Božja Milost pa se spusti na Doža. V središču te poti je sijoča figura polzaprtega nadangela. Sestava je natrpana s približno 500 figurami, podrobno upodobljenimi.